# Starodvorské duby
Starodvorské duby jsou skupinou památných stromů v osadě Starý Dvůr u obce Kout na Šumavě. 
Tři přibližně 400 let  staré duby letní (Quercus robur) pocházející z doby vlády rodu Stadionů rostou na louce mezi cestou a zahradou, v nadmořské výšce 480 m. Obvody jejich kmenů měří 643, 566 a 551 cm, koruny stromů dosahují do výšek 20,5; 27,5 a 27 m (měření 2001 a 2002). Chráněny jsou od roku 2002 pro svůj věk, vzrůst a jako krajinná dominanta.

## Stromy v okolí
- Bílkovský dub

- Bílkovský javor
- Duby nad rybníkem Bílka
- Dub nad Spáleným rybníkem
- Dub u Váchalovského mlýna †
- Duby v Pekle
- Jasan u Starého Dvora
- Lípa u Krysálů
- Lípa za Bečvárnou †
- Dub v třešnové rovci
- U Čtyřech lip
- Zámecká lípa

## Další fotografie

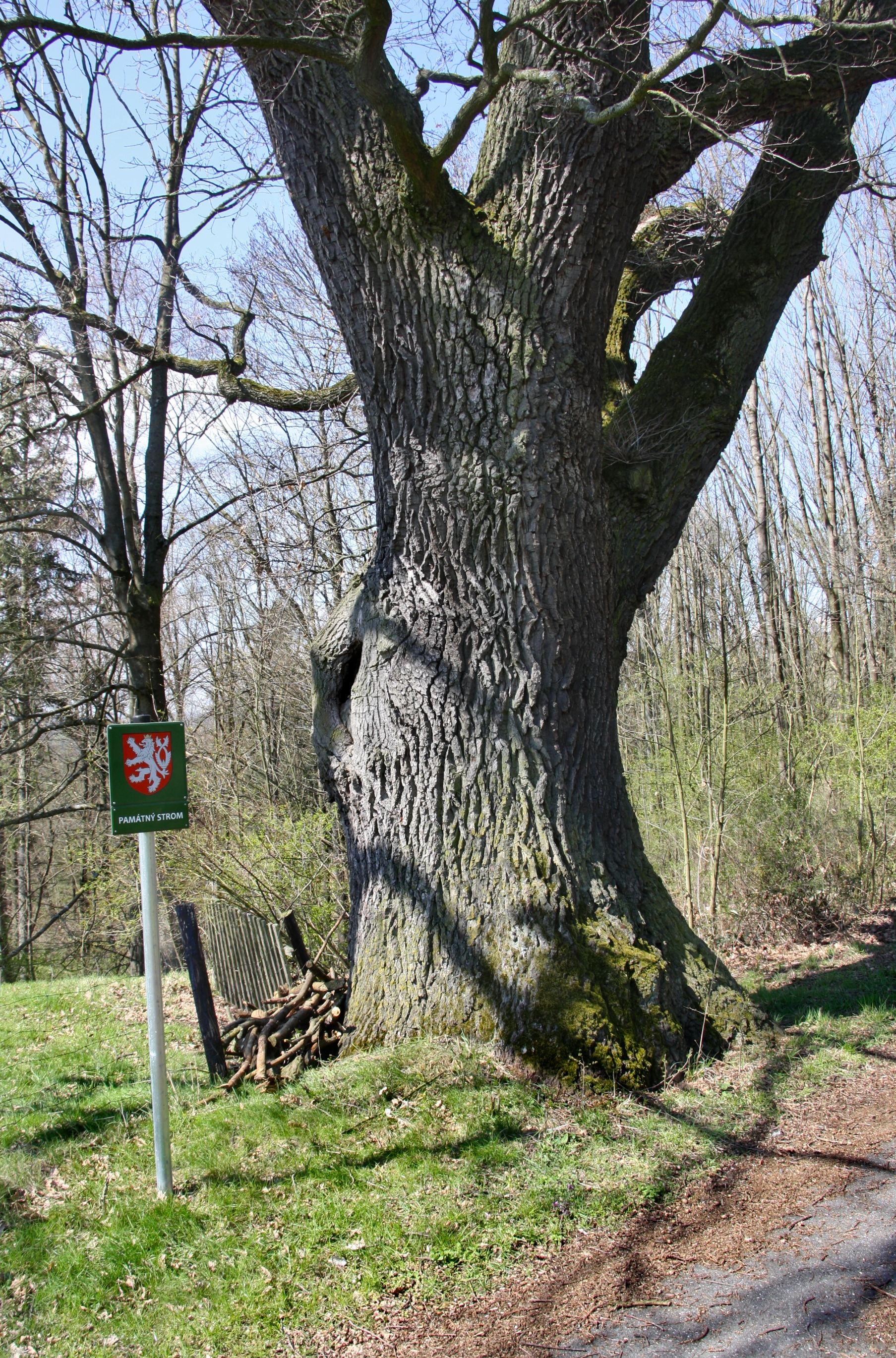
Dub u cesty
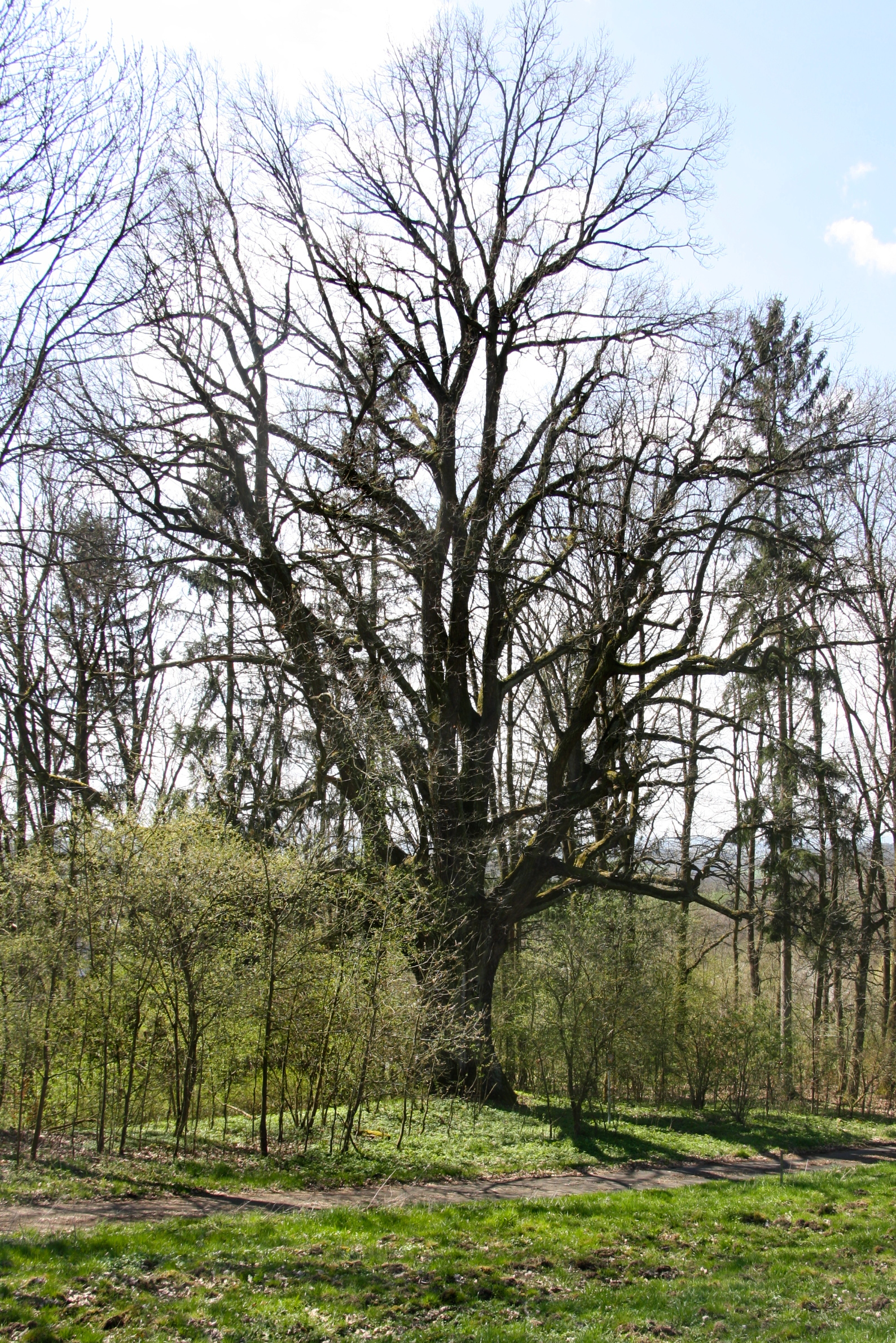
Dub v lese